# Teodosio Lares
Teodosio Lares (Asientos de Ibarra, Aguascalientes, 29 de Maio de 1806 — Cidade do México, 22 de Janeiro de 1870), foi um jurista mexicano.
Iniciou os seus estudos em Guadalajara em 1823. Fez carreira no estado de Zacatecas, desde advogado até Juiz do Supremo Tribunal daquele estado em 1839, cargo que ocupou até 1848. Neste mesmo ano foi eleito deputado ao congresso. Em 1852 foi eleito para o Supremo Tribunal de Justiça. Foi ainda professor catedrático de direito administrativo e em 1853 foi Ministro da Justiça de Antonio López de Santa Anna, cargo que ocuparia também durante as presidências de Félix María Zuloaga e Miguel Miramón.
Em 1863 foi nomeado Presidente da Junta Superior de Gobierno e do Conselho de Notáveis. Foi depois novamente nomeado Ministro da Justiça e mais tarde seria chefe do gabinete do imperador Maximiliano I.